# Remarques sur le Rameau d'or de Frazer

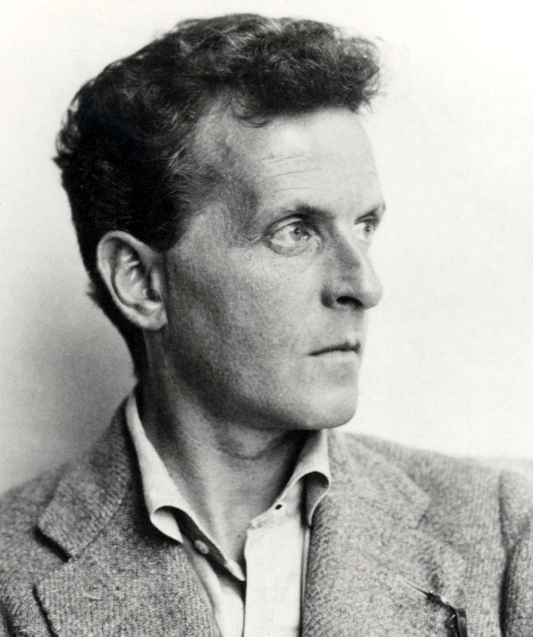
Ludwig Wittgenstein

Les Remarques sur le Rameau d'or de Frazer (anglais : Remarks on Frazer's Golden Bough ; allemand : Bemerkungen über Frazers "The Golden Bough") sont un ensemble de notes du philosophe Ludwig Wittgenstein. Elles sont prises à l'occasion de la lecture par Wittgenstein de l'ouvrage Le Rameau d'or de l'anthropologue J.G. Frazer.